# Іберійка проста
Іберійка проста (Iberis simplex) — вид квіткових рослин родини капустяних (Brassicaceae).

## Біоморфологічна характеристика
Це дворічна чи однорічна рослина, гілляста, заввишки 8–25 см, дрібнобородавчаста від дрібних білих щетинок. Листки лінійно-лопатчасті чи лінійні, розташовані по стеблу, не розеткові; стеблові листки цілісні. Китиці дуже короткі. Пелюстки нерівні (внутрішні менші) 4.5–9 мм завдовжки, кігтисті, білі, рожеві, бузкові та червоні. Стручечки овальні, 7.5–9 × 6.5–7 мм, з вузькою гострою виїмкою; крило 2–3 мм. Насіння 1–2, слизові чи ні.

## Поширення
Росте в Туреччині, Криму, Росії.
В Україні росте на сухих схилах та кам'янистих місцях по всьому гірському Криму.